# Pelexia ovatifolia
Pelexia ovatifolia är en orkidéart som beskrevs av Maevia Noemi Correa. Pelexia ovatifolia ingår i släktet Pelexia och familjen orkidéer. Inga underarter finns listade i Catalogue of Life.